# Канорадо (Канзас)
Канорадо (англ. Kanorado) — місто (англ. city) в США, в окрузі Шерман штату Канзас. Населення — 153 особи (2010).

## Географія
Канорадо розташоване за координатами 39°20′12″ пн. ш. 102°2′14″ зх. д. / 39.33667° пн. ш. 102.03722° зх. д. (39.336542, -102.037255).  За даними Бюро перепису населення США в 2010 році місто мало площу 0,68 км², уся площа — суходіл.

## Демографія
Згідно з переписом 2010 року, у місті мешкали 153 особи в 73 домогосподарствах у складі 44 родин. Густота населення становила 226 осіб/км².  Було 98 помешкань (145/км²).
Расовий склад населення:
| - 78,4 % — білих - 1,3 % — чорних або афроамериканців - 19,6 % — осіб інших рас |

До двох чи більше рас належало 0,7 %. Частка іспаномовних становила 37,9 % від усіх жителів.
За віковим діапазоном населення розподілялося таким чином: 20,3 % — особи молодші 18 років, 62,7 % — особи у віці 18—64 років, 17,0 % — особи у віці 65 років та старші. Медіана віку мешканця становила 50,3 року. На 100 осіб жіночої статі у місті припадало 80,0 чоловіків;  на 100 жінок у віці від 18 років та старших — 82,1 чоловіків також старших 18 років.
Середній дохід на одне домашнє господарство  становив 54 458 доларів США (медіана — 36 719), а середній дохід на одну сім'ю — 73 609 доларів (медіана — 46 563). За межею бідності перебувало 13,5 % осіб, у тому числі 10,7 % дітей у віці до 18 років та 18,9 % осіб у віці 65 років та старших.
Цивільне працевлаштоване населення становило 62 особи. Основні галузі зайнятості: освіта, охорона здоров'я та соціальна допомога — 16,1 %, будівництво — 16,1 %, оптова торгівля — 14,5 %.